# Seijirō Kōyama
Seijirō Kōyama (神山征二郎 Kōyama Seijirō?, n. 16 iulie 1941, Gifu, Japonia) este un regizor de film japonez, cunoscut în principal pentru filmul melodramatic Hachikō Monogatari (1987).

## Biografie
S-a născut în prefectura Gifu și a urmat studii la Universitatea Nihon din Tokyo, dar le-a abandonat la jumătate pentru a se alătura companiei independente de producție de film Kindai Eiga Kyokai, unde a lucrat ca asistent de regie al unor regizori renumiți precum Kaneto Shindō, Kōzaburō Yoshimura și Tadashi Imai.
A debutat ca regizor în 1971 cu filmul pentru copii Koi no iru mura. Cel de-al doilea film al său, Futatsu no hāmonika (1976), i-a adus un premiu de încurajare („citare”) pentru noii regizori al Sindicatului Regizorilor din Japonia. Filmul său Furusato (1983) s-a clasat pe locul 10 în topul celor mai bune filme japoneze ale anului 1983, realizat de revista Kinema Junpō, și a concurat la ediția a XIII-a a Festivalului Internațional de Film de la Moscova. Actorul Yoshi Katō a obținut un premiu special pentru interpretarea sa din filmul Furusato la festivitatea premiilor Mainichi. Filmul Hachikō Monogatari, dedicat credinciosului câine Hachikō, a fost filmul japonez cu cele mai mari încasări în anul 1987.
În anul 2000 Seijirō Kōyama a câștigat Premiul cultural Chūnichi pentru „realizarea de filme care observă cu atenție epoca și regiunea”. Regizorul este cunoscut pentru perspectiva sa artistică umanistă.

## Filmografie selectivă
- 1971: Koi no iru mura (鯉のいる村?)
- 1976: Futatsu no hāmonika (二つのハーモニカ?)
- 1981: Nihon Philharmonic Orchestra: Honoo no dai gogakusho (日本フィルハーモニー物語 炎の第五楽章?)
- 1983: Hometown (ふるさと Furusato?)
- 1986: Tabiji mura de ichiban no kubitsurinoki (旅路 村でいちばんの首吊りの木?)
- 1987: Hachikō Monogatari (ハチ公物語?)
- 1990: Donmai (ドンマイ?)
- 1990: Shiroi te (白い手?)
- 1992: Tōki rakujitsu (遠き落日?)
- 1993: Gekko no natsu (月光の夏?)
- 1995: San tabi no kaikyō  (三たびの海峡?)
- 1996: Miyazawa Kenji sono ai (宮澤賢治 －その愛－?)
- 2001: Gujō ikki (郡上一揆?)
- 2001: Taiga no itteki (大河の一滴?)
- 2004: Kusa no ran (草の乱?)
- 2007: À la diagonale de l'étoile polaire (北辰斜にさすところ Hokushin naname ni sasu tokoro?)[11]
- 2011: Gakkō o tsukurō (学校をつくろう?)
- 2014: Sukuitai (救いたい?)
- 2020: Toki no kōro (時の行路?)

## Distincții
Fără o indicație contrară sau complementară, informațiile menționate în această secțiune pot fi confirmate de baza de date IMDb.

### Premii
- 1976: Premiul de încurajare („citare”) pentru noii regizori al Sindicatului Regizorilor din Japonia pentru Futatsu no hāmonika[12]
- 1990: Premiul cinematografic Nikkan Sports pentru cel mai bun regizor pentru Shiroi te
- 1992: Premiul pentru cel mai bun regizor la Festivalul de Film Asia-Pacific pentru Tōki rakujitsu

### Nominalizări
- 1983: premiul Festivalului Internațional de Film de la Moscova pentru Hometown[7]
- 1991: premiul Academiei Japoneze de Film pentru cel mai bun regizor pentru Shiroi te[13]